# Дин Исинь
Дин Иси́нь (кит. упр. 丁亦昕, пиньинь Ding Yixin; род. 26 апреля 1991) — китайская шахматистка, гроссмейстер среди женщин (2010).

## Биография
В 2003 году в Халкидики победила на юношеском чемпионате мира по шахматам среди девушек в возрастной категории U12 Два раза становилась медалисткой на чемпионатах Азии по шахматам среди женщин: в 2009 году заняла третье место, а в 2010 году была второй. В 2010 году в Антакье участвовала в женском чемпионате мира по шахматам по системе с выбиванием, где в первом туре проиграла Хоанг Тхань Чанг. В 2013 году победила на чемпионате Китая по шахматам среди женщин. В 2014 году в Катовице завоевала бронзовую медаль на чемпионате мира по шахматам среди студенток.
Представляла сборную Китая на крупнейших командных турнирах по шахматам:
- в шахматной олимпиаде участвовала в 2012 году. В командном зачете завоевала серебряную медаль;
- в командных чемпионатах мира по шахматам участвовала два раза (2009, 2015). В командном зачете завоевала бронзовую (2015) медаль. В индивидуальном зачете завоевала серебряную (2015) медаль;
- в командных чемпионатах Азии по шахматам среди женщин участвовала в 2012 году. В командном и индивидуальном зачете завоевала золотые медали[5].